# Oberdorf (Dornbirn)
Oberdorf (česky „Horní ves“) je 3. městský obvod (okres) města Dornbirn v rakouském Vorarlbersku. S pouhými 5 000 obyvateli (stav k roku 2012) je Oberdorf nejméně lidnatým dornbirnským obvodem, což je v ostrém kontrastu s tím, že jde o rozlohou největší obvod.
V Oberdorfu se nachází četné vily z doby rozkvětu textilního průmyslu v Dornbirnu (začátek 20. století). Kromě toho ve dvou bočních údolích řek Dornbirner Ach a Gechelbach vznikly průmyslové podniky F.M. Hämmerle a F.M. Rhomberg.

## Geografie
Oberdorf se nachází jihovýchodně od obvodu Marktu a na východ od obvodu Hatlerdorf, od kterého ho odděluje řeka Dornbirner Ach. Jeho východní hranici tvoří obce okresu Bregenz, na jihu hraničí s katastrem vesnice Ebnit, která ač je součástí Dornbirnu, nespadá do žádného z jeho obvodů. Na úplném jihu také probíhá velmi krátká hranice s okresem Feldkirch.
Jeho osídlené oblasti se nacházejí na mírně stoupajících svazích na pomezí Bregenzského lesa a údolí Alpského Rýna. Převážnou většinu jeho plochy však tvoří husté lesy a prudké horské svahy tyčící se až do výše 1830 m n. m. (hory Leuenkopf a Mörzelspitze).
Mezi nejvýznamnější sídla na území obvodu, mimo hlavní městskou oblast Dornbirnu, patří osady Watzenegg a Kehlegg a Gütle.
Oberdorf lze označit za nejstarší část Dornbirnu, s ohledem na průměrné stáří budov. Kromě základových zdí Oberdorfské věže ze 13. století se v Oberdorfu nachází také nejstarší dům v Dornbirnu. Oberdorf je často nazýván "zelený obvod", díky mnoha (soukromým) parkům.

## Pamětihodnosti

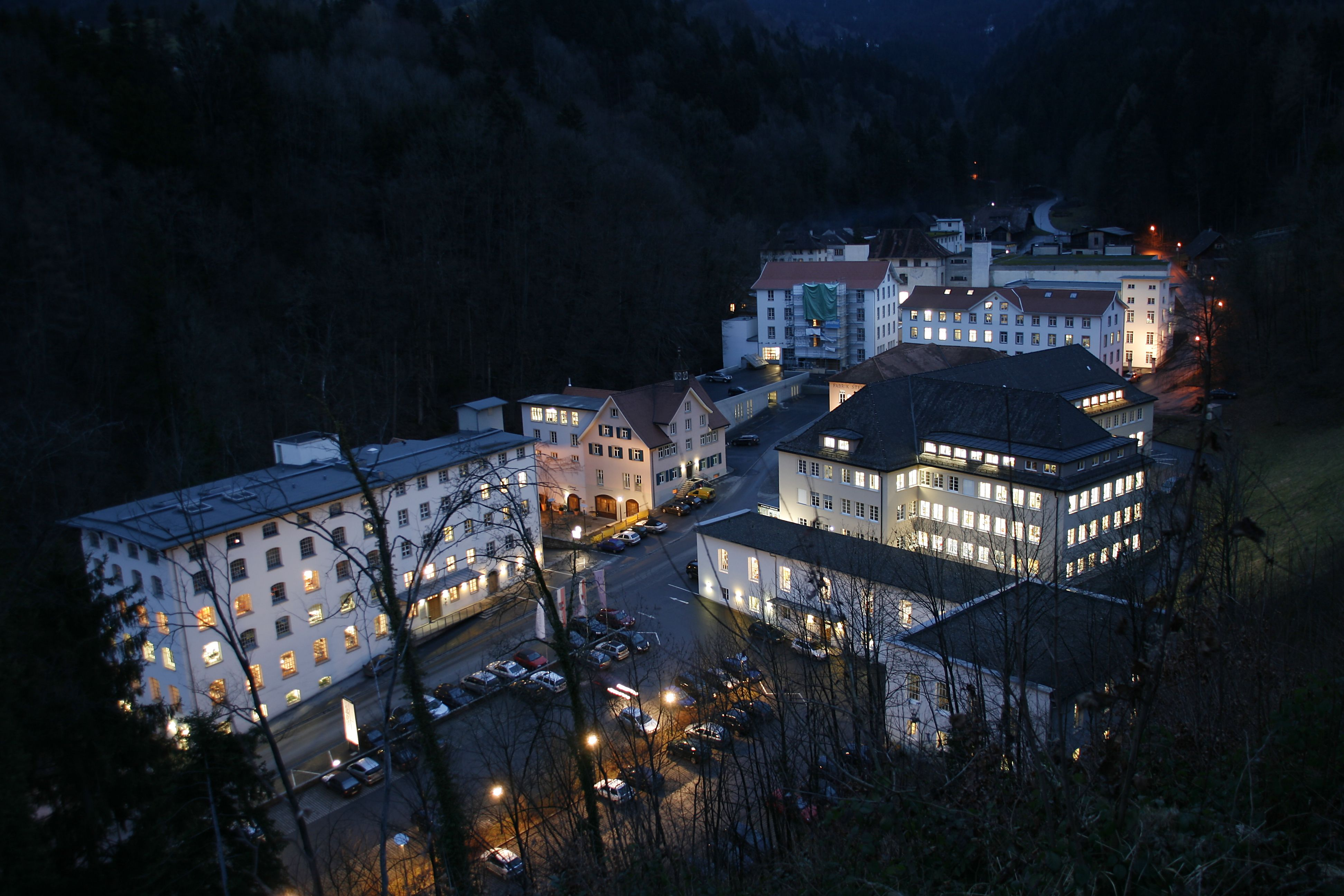
Areál fabriky F.M. Hämmerle ve Steinebachu

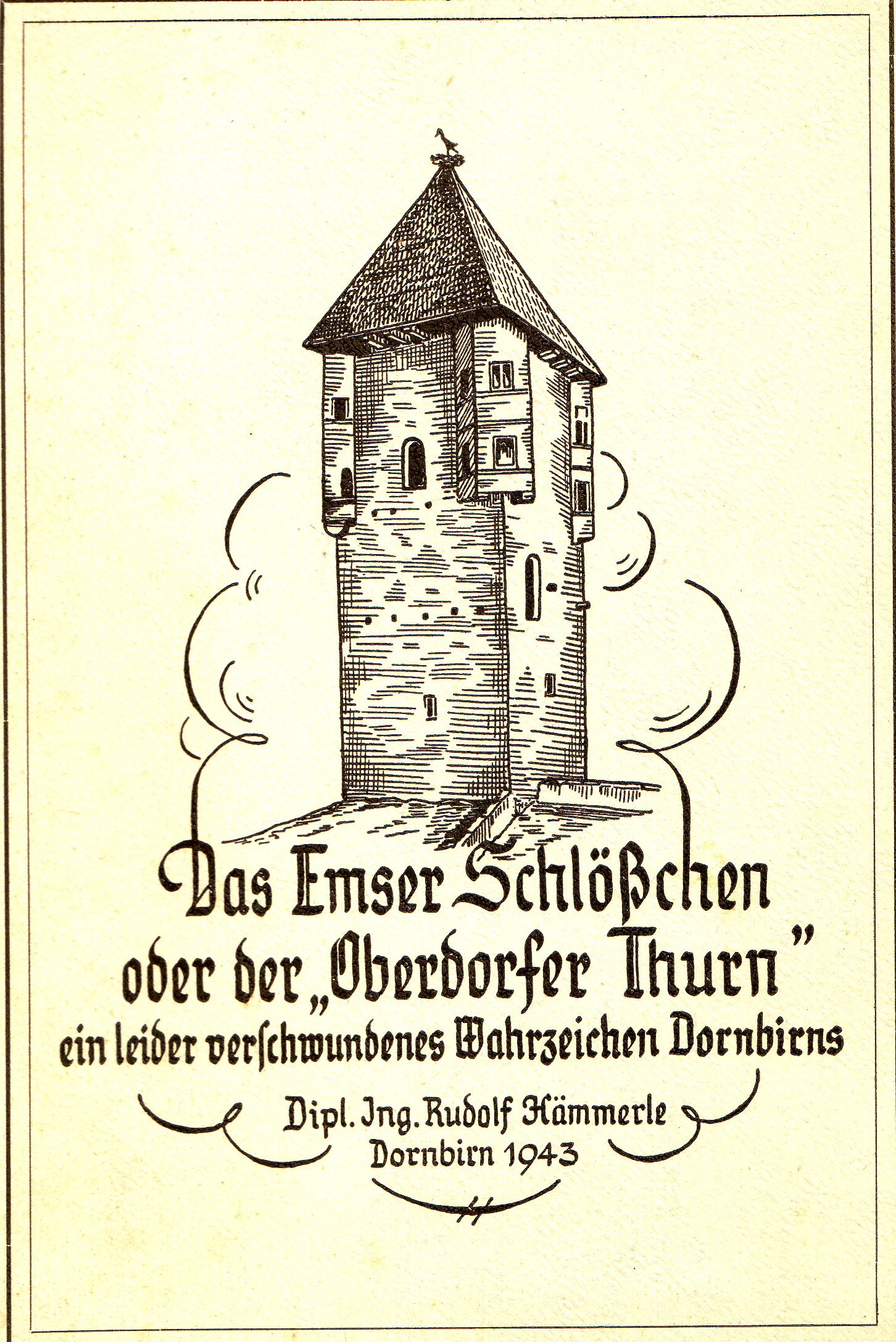
Obrázek zbořeného Oberdorfského zámečku ("Oberdorfer Schlösschen")

Městský farní kostel sv. Šebestiána (1826–1927)
Na místě tohoto kostela stávala kdysi kaple rytířů z Ems (1467), zbudovaná vedle zámečku založeného roku 1465 (zbourán 1847).
Kostel byl postaven v letech 1826/27 v novobarokním stylu a rozšířen v roce 1914.
Areál Steinebach (1846)
V roce 1846 nechal Franz Martin Hämmerle postavit 13 okenních os dlouhou, čtyři okna širokou, a pět a půl patra vysokou budovu. Tato Barvírna Steinebach se stala součástí textilní firmy F.M. Hämmerle.
V již dříve postavené budově z roku 1826, zvané "Glöckelehaus", byla továrna na jehly, později zde vznikly kanceláře. Ve 2. polovina 19. století vyrostly nové budovy: barvírna, bělidlo a také sušicí věže, které se již nedochovaly.
Schlossguggerhaus
(cca 1294): Nejstarší dochovaná stavba v Dornbirnu. Je považována za vynikající příklad anonymní venkovské výstavby vrcholného středověku.
Oberdorfská věž (13. století)
V ulici Oberdorferstraße (č. 11) je bývalá „Dornbirnská věž“ ("Turm zu Dornbirn"). Tento jednoduchý čtvercový komplex s centrální věží (13. století) a prstencovou zdí zpevněnou rondely (2. polovina 15. století) byl archeology vykopán v roce 1970.
Základy věže byly v roce 1973 zakonzervovány a ponechány pod širým nebem. Zbývající části zdí jsou zvýrazněny značkami na zemi.